# Martin Ernst von Styx
Martin Ernst von Styx (* 19. Dezember 1759 in Riga, Gouvernement Livland; † 13. März 1829) war ein deutsch-baltischer Mediziner, Hochschullehrer sowie Rektor der Kaiserlichen Universität Dorpat.

## Leben
Martin Ernst von Styx besuchte von 1770 bis 1779 das Lyceum in Riga. Anschließend studierte er in Jena Medizin, wo er 1782 in Chirurgie und Medizin promoviert wurde. Nach Besuchen in Göttingen und Straßburg kehrte er nach Russland zurück. Ab 1783 war er dort an verschiedenen Orten als Kreisarzt und dirigierender Arzt tätig. Ab 1793 hatte er eine eigene Praxis.
1800 wurde er Professor für Medizin an der neugegründeten Universität Dorpat, wo er 1813 bis 1814 auch Rektor war. 1826 wurde er emeritiert.
1804 heiratete er Catharina Johanna, eine Tante des Oberpastors Bärnhoff zu Riga und hatte mit ihr zwei Söhne und eine Tochter.

## Schriften
- Descriptio anatomica nervi cruralis et obturatorii. Jena 1782.
- Ueber den Mißbrauch des Aderlasses in den nördlichen Provinzen Rußlands. Riga 1793.
- Beitrag zur Geschichte der verlarvten und ansteckenden Wechselfieber. In: Pfaff-Scheel’s Nord. Archiv für Natur- und Arzneiwissenschaft. Bd. I, St. 1, Nr. 7, S. 43–56. Kopenhagen 1799.
- Sichere Heilart des Keuchhustens. In: Hufeland’s Journal der praktischen Arzneiwissenschaft. 1799, Bd. VII, St. 4, S. 177–182.
- Bedenkliche Wirkungen der Brechmittel im Magenkrampf. In: Hufeland’s Journal der praktischen Arzneiwissenschaft. 1799, Bd. VIII, St. 1, S. 166–170.
- De Russorum balneis calidis et frigidis. Pars I.  Dorpat 1802.
- Ideen über populäre Arzneikunde. Dorpat 1803.
- Handbuch der populären Arzneiwissenschaft für gebildete Stände in den nördlichen Provinzen Rußlands. I. Theil. Riga 1805.